# Sandormen
Sandormen er en vogn, trukket af en traktor, der transporterer folk, der ønsker at besøge Grenen i Skagen fra parkeringspladsen og ud til selve Grenen. 
Sandormen kører hver dag fra ca. kl. 10 og til der ikke er flere passagerer. 
Vognen kører ikke efter en fast køreplan, men der kører en vogn "hele tiden". 
Sæsonen varer fra en uge før påske og frem til en uge efter skolernes efterårsferie. Man kan herudover bestille ture udenfor sæsonen.

## Historie
Idéen til Sandormen opstod i slutningen af 1940'erne fordi der skulle hentes ral ved Grenen. 
Rallet skulle anvendes til byggeri efter krigen. 
I forbindelse med arbejdet med at hente dette ral var der adskillige besøgende, der bad om at komme med vognen ud til Grenen, og herved opstod tanken om en fast rutefart. 
I de første vogne var bænkene lånt fra missionshuset, senere kom der tag og rigtige vinduer i.